# Автошлях О 020507
Автошля́х О 020507 — автомобільний шлях довжиною 5.5 км, обласна дорога місцевого значення в Вінницькій області. Пролягає по Гайсинському та  Вінницькому районах від села Слобідка до міста Іллінці.